# Lomanella inermis
Espèce
Synonymes
- Callihamus inermis Roewer, 1931

Lomanella inermis est une espèce d'opilions laniatores de la famille des Lomanellidae.

## Distribution
Cette espèce est endémique de Tasmanie en Australie. Elle se rencontre vers Hobart.

## Description
Le mâle holotype mesure 3 mm.
Le mâle mesure 2,73 mm de long et 1,80 mm de large et la femelle 2,94 mm de long et 1,54 mm de large.

## Systématique et taxinomie
Cette espèce a été décrite sous le protonyme Callihamus inermis par Roewer en 1931. Elle est placée dans le genre Lomanella par Hunt et Hickman en 1993.

## Publication originale
- Roewer, 1931 : « Über Triaenonychiden (6. Ergänzung der "Weberknechte der Erde", 1923). » Zeitschrift für wissenschaftliche Zoologie, vol. 138, p. 137–185.